# Bennewitz
Bennewitz ist eine Gemeinde im Landkreis Leipzig in Sachsen.

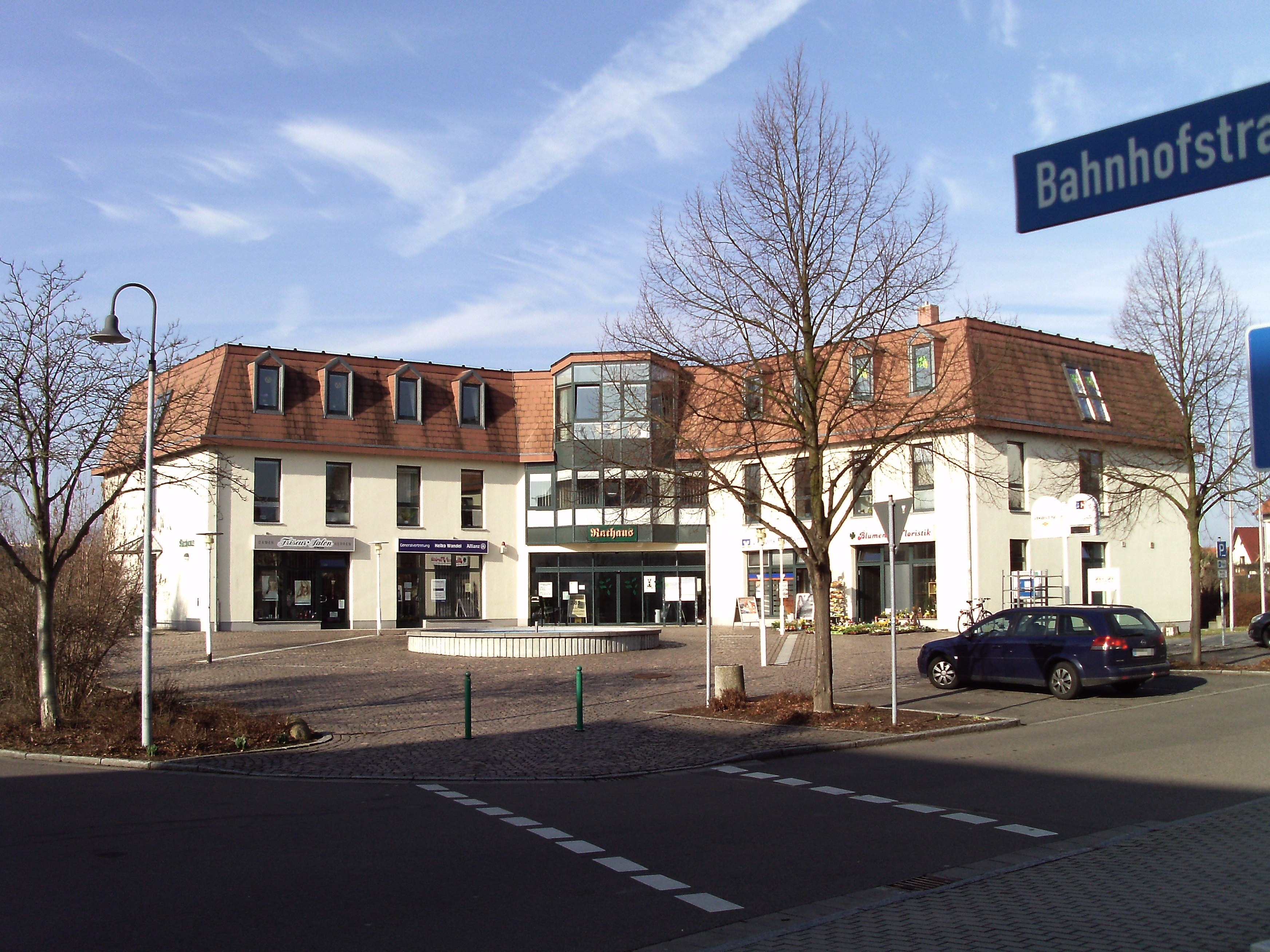
Rathaus, 1994 erbaut

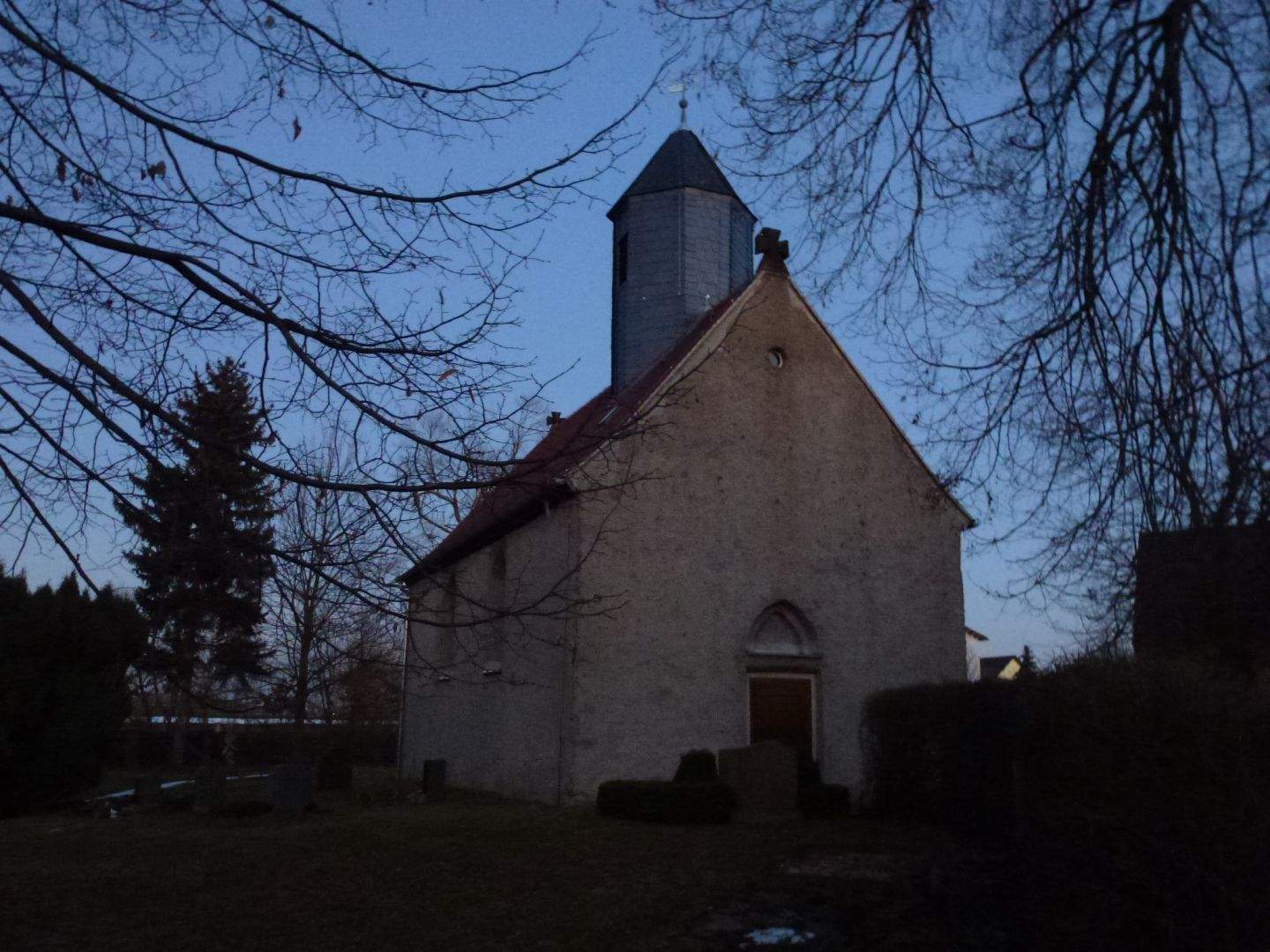
Kirche in Grubnitz

## Orte
- Altenbach
- Bach
- Bennewitz
- Deuben
- Grubnitz
- Leulitz
- Nepperwitz
- Neuweißenborn
- Pausitz
- Rothersdorf
- Schmölen
- Zeititz

## Geschichte

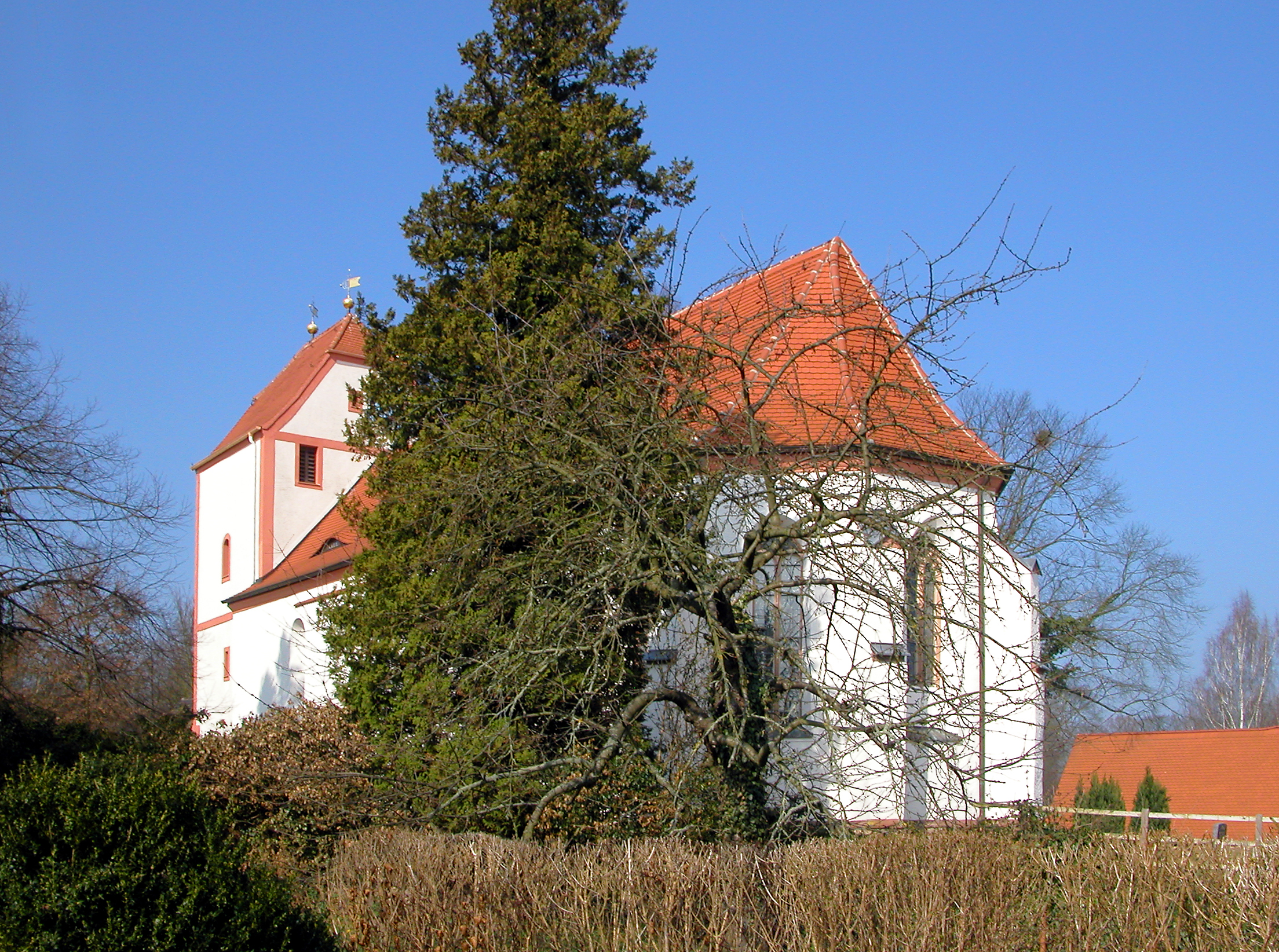
St.-Laurentius-Kirche Leulitz

Der Hauptort Bennewitz ist eine der ältesten Ansiedlungen in der Muldenaue. Urkundlich erstmals erwähnt wurde Bennewitz im Jahr 1335. Namensgeber war wahrscheinlich der sorbische Lokator Bono oder Bonislaw, der sich hier vor ungefähr 1200 Jahren ansiedelte, nachdem zur Zeit der Völkerwanderung die germanischen Ansiedler ihre Wohnsitze verlassen hatten. Das Dorf ist von seiner Anlage her, ein typisches sorbisches Rundlingsdorf.
Bennewitz war stark vom Elbhochwasser 2002 betroffen. Ursache war die Eisenbahnbrücke der Linie Leipzig–Dresden, die bei Bennewitz über die Mulde führt und die dort den Querschnitt des Muldebettes erheblich verkleinert. Die Brücke wirkte so als Staumauer und das Wasser floss seitlich ab. Dabei suchte sich die Mulde ihr altes Flussbett mitten durchs Dorf – begünstigt durch mehrere Deichbrüche im Bereich nördlich Schmölen und zwischen Bahn- und Straßenbrücke.
Werner Moser (1938–2007, PDS) war von 1974 bis 2006 Bürgermeister der Gemeinde Bennewitz, zuvor bereits von 1970 bis zur Eingemeindung nach Bennewitz Bürgermeister von Pausitz, und damit auch dienstältester Bürgermeister in Sachsen.
Schmölen war ein altes Gutsdorf. Namhafte Besitzer waren Hanns Herrmann Wostromirsky von Rockittnigk sowie seine Nachfahren, über die Tochter Rahel Sophia an deren Ehemann Friedrich Lebrecht von Damnitz; später der Freiherr Ludwig von Keller. Zuletzt war das Gut immer in bürgerlichen Händen, 1901 durch Ersteigerung, in der Inhaberschaft Familie des Juristen Martin Johann Schultz, resp. seiner Witwe, der Autorin Frau Hauptmann Dr. Hedwig Ottilie Schultz, geb. Wagner. Den 156 ha Besitz betreuten der Sohn Leutnant a. D. Hellmuth Schultz und ein Verwalter Gerhard Vogel.
In Zeititz befand sich neben dem Herrenhaus des 404 ha großen Rittergutes, zeitweise Eigentümer Hanskarl von Arnim-Peres auf Otterwisch, das Jagdschloss Zeititz. Dieses Objekt wurde ebenso von der Familie von Arnim als Wohnsitz genutzt. Des Weiteren gab es im Ort eine Villa der Leipziger Verlegerdynastie F. A. Brockhaus. Diese gehörte dem Musikverleger Hans Brockhaus, Sohn des Albert Brockhaus.

### Eingemeindungen
Am 1. Juli 1950 erfolgte die Eingemeindung von Bennewitz mit den Ortsteilen Deuben, Grubnitz, Mark Ottendorf und Schmölen nach Wurzen. 1974 wurde Bennewitz mit all seinen Ortsteilen aus Wurzen ausgegliedert und als Landgemeinde Bennewitz neu gebildet.
| Ehemalige Gemeinde              | Datum      | Anmerkung                    |
| ------------------------------- | ---------- | ---------------------------- |
| Altenbach                       | 01.01.1994 |                              |
| Bach                            | 01.07.1950 | Eingemeindung nach Pausitz   |
| Deuben                          | 01.07.1948 |                              |
| Grubnitz                        | 01.07.1948 |                              |
| Leulitz                         | 01.09.1950 | Eingemeindung nach Altenbach |
| Mark Ottendorf                  | vor 1880   |                              |
| Nepperwitz                      | 01.03.1974 |                              |
| Pausitz                         | 01.03.1974 |                              |
| Rothersdorf (mit Neuweißenborn) | 01.07.1950 | Eingemeindung nach Pausitz   |
| Schmölen                        | 01.01.1933 |                              |
| Zeititz                         | 01.09.1950 | Eingemeindung nach Altenbach |

## Wirtschaft und Infrastruktur

### Verkehr
Durch die Gemeinde Bennewitz verlaufen die B 6 auf der West-Ost-Achse und die B 107 auf der Nord-Süd-Achse.
Die Gemeinde Bennewitz liegt im Verbundgebiet des Mitteldeutschen Verkehrsverbundes; Bennewitz liegt mit seinen Ortsteilen Deuben und Altenbach in der Tarifzone 141. Ein Anschluss an das Schienennetz besteht seit 1838. Der heutige Haltepunkt Bennewitz liegt an der Bahnstrecke Leipzig–Dresden. Der Haltepunkt wurde bis zum Jahr 2002 als Wurzen West bezeichnet.
Der Haltepunkt ist Verkehrshalt folgender Linie:
- S 3 Wurzen–Bennewitz–Leipzig–Schkeuditz–Halle.

Innerhalb der Gemeinde wird auch der Haltepunkt Altenbach durch die S 3 bedient. Durch die Regionalbus Leipzig ist Bennewitz mit einer PlusBus- sowie weiteren Regionalbuslinien angebunden.

### Gesundheitswirtschaft
Das Neurologische Rehabilitationszentrum (NRZ) südöstlich von Machern mit 40 Akutbetten ist in der Hand der privaten Michels Kliniken. Neben dem NRZ befindet sich das Hannelore-Kohl-Haus des Wachkomazentrums und das Pflegeheim Haus Muldental des gleichen Trägers.

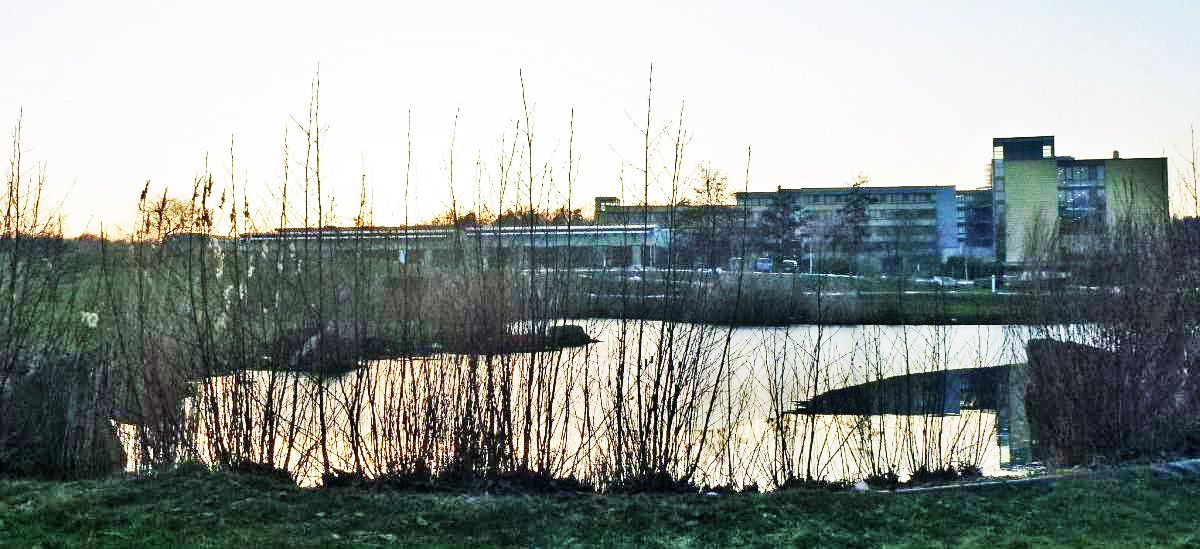
Neurologisches Rehabilitationszentrum in Bennewitz
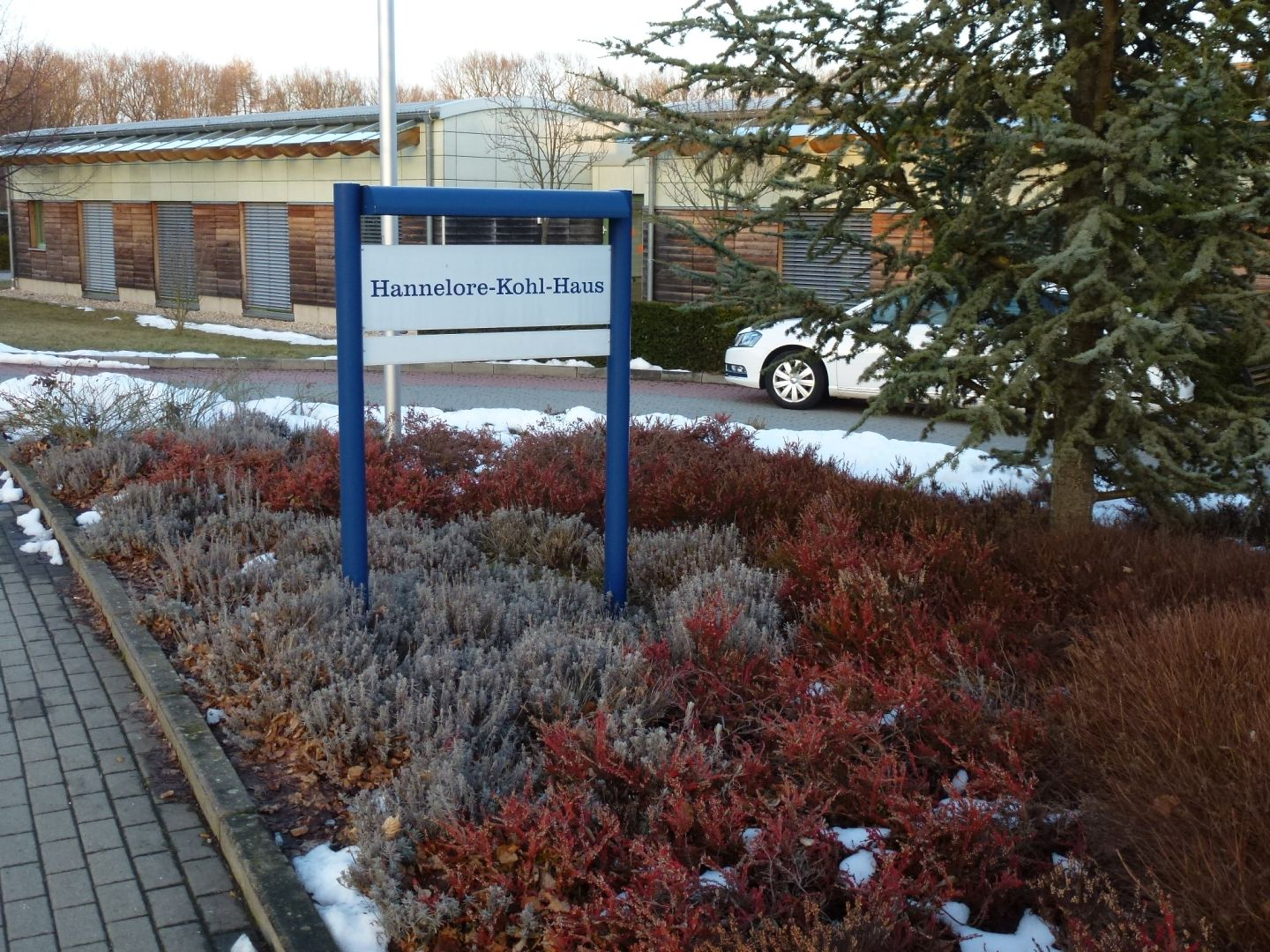
Hannelore-Kohl-Haus in Bennewitz
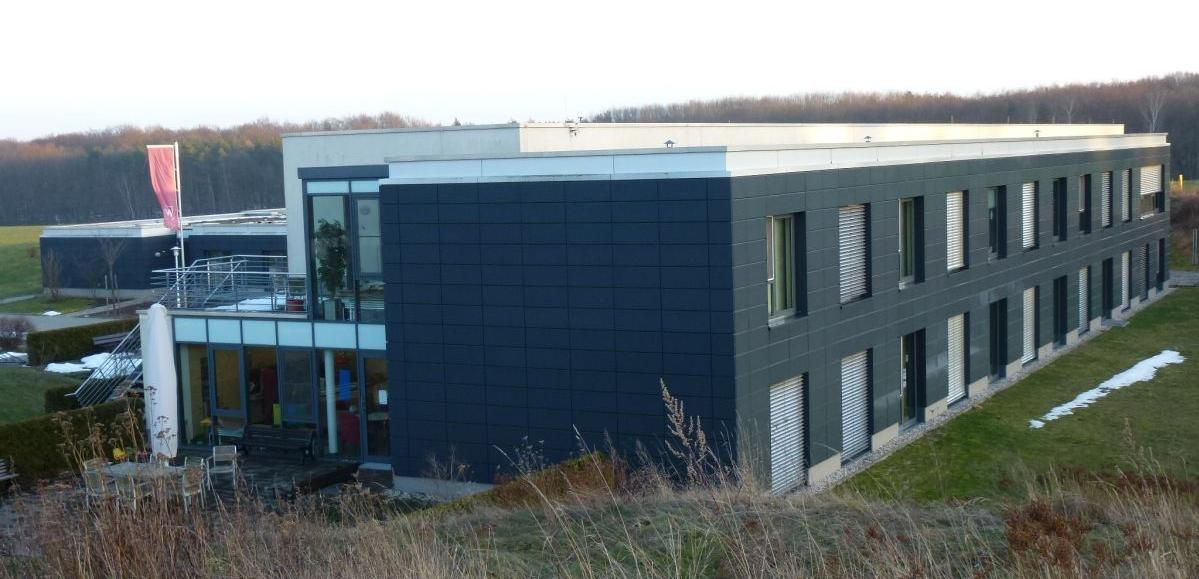
Pflegeheim Haus Muldental

## Politik

### Gemeinderat
Seit der Gemeinderatswahl am 9. Juni 2024 verteilen sich die 16 Sitze des Gemeinderates folgendermaßen auf die einzelnen Gruppierungen:
- Bürger für Bennewitz: 10 Sitze
- Linke: 3 Sitze
- Freie Sachsen: 2 Sitze
- SPD: 1 Sitz

| Gemeinderat ab 2024Insgesamt 16 Sitze - Linke: 3 - SPD: 1 - BfB: 10 - FS: 2 | Liste                | 2024   | 2024   | 2019   | 2019   | 2014   | 2014   |
| Gemeinderat ab 2024Insgesamt 16 Sitze - Linke: 3 - SPD: 1 - BfB: 10 - FS: 2 | Liste                | Sitze  | in %   | Sitze  | in %   | Sitze  | in %   |
| Gemeinderat ab 2024Insgesamt 16 Sitze - Linke: 3 - SPD: 1 - BfB: 10 - FS: 2 | Bürger für Bennewitz | 10     | 62,7   | –      | –      | –      | –      |
| Gemeinderat ab 2024Insgesamt 16 Sitze - Linke: 3 - SPD: 1 - BfB: 10 - FS: 2 | Linke                | 3      | 17,1   | 6      | 35,7   | 8      | 51,2   |
| Gemeinderat ab 2024Insgesamt 16 Sitze - Linke: 3 - SPD: 1 - BfB: 10 - FS: 2 | Freie Sachsen        | 2      | 13,9   | –      | –      | –      | –      |
| Gemeinderat ab 2024Insgesamt 16 Sitze - Linke: 3 - SPD: 1 - BfB: 10 - FS: 2 | SPD                  | 1      | 6,2    | 1      | 8,8    | 1      | 8,5    |
| Gemeinderat ab 2024Insgesamt 16 Sitze - Linke: 3 - SPD: 1 - BfB: 10 - FS: 2 | CDU                  | –      | –      | 9      | 55,6   | 7      | 40,4   |
| Gemeinderat ab 2024Insgesamt 16 Sitze - Linke: 3 - SPD: 1 - BfB: 10 - FS: 2 | Wahlbeteiligung      | 72,6 % | 72,6 % | 67,3 % | 67,3 % | 57,3 % | 57,3 % |

### Bürgermeister
Bernd Laqua wurde im Oktober 2013 zum Bürgermeister gewählt.
| Wahl | Bürgermeister       | Vorschlag  | Wahlergebnis (in %) |
| ---- | ------------------- | ---------- | ------------------- |
| 2020 | Bernd Laqua         | Laqua      | 98,3                |
| 2013 | Bernd Laqua         | Linke      | 65,8                |
| 2006 | Matthias Spalteholz | Spalteholz | 90,3                |
| 2001 | Werner Moser        | PDS        | 87,8                |
| 1994 | Werner Moser        | PDS        | 80,8                |

## Sehenswürdigkeiten

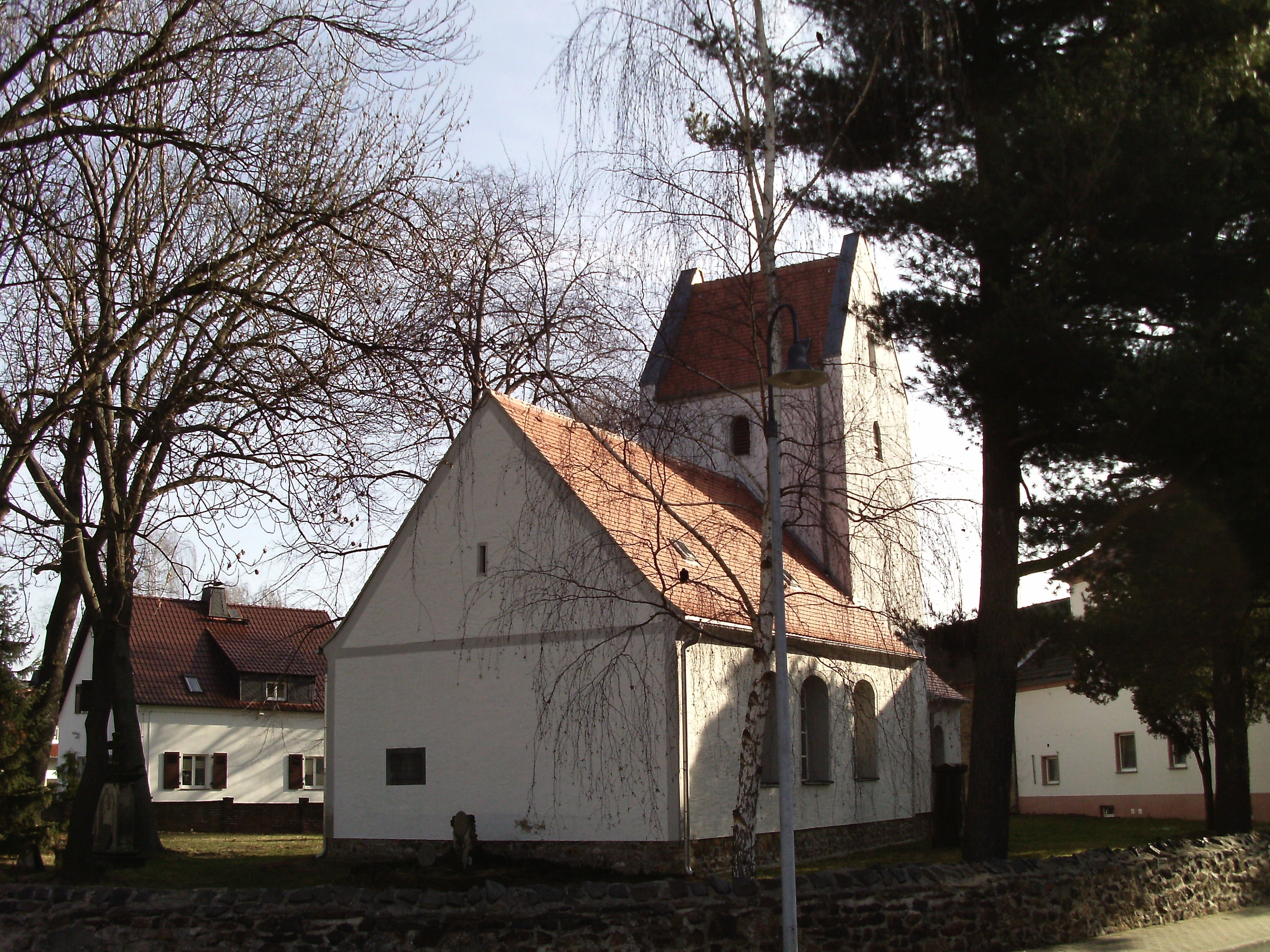
Wehrkirche Bennewitz

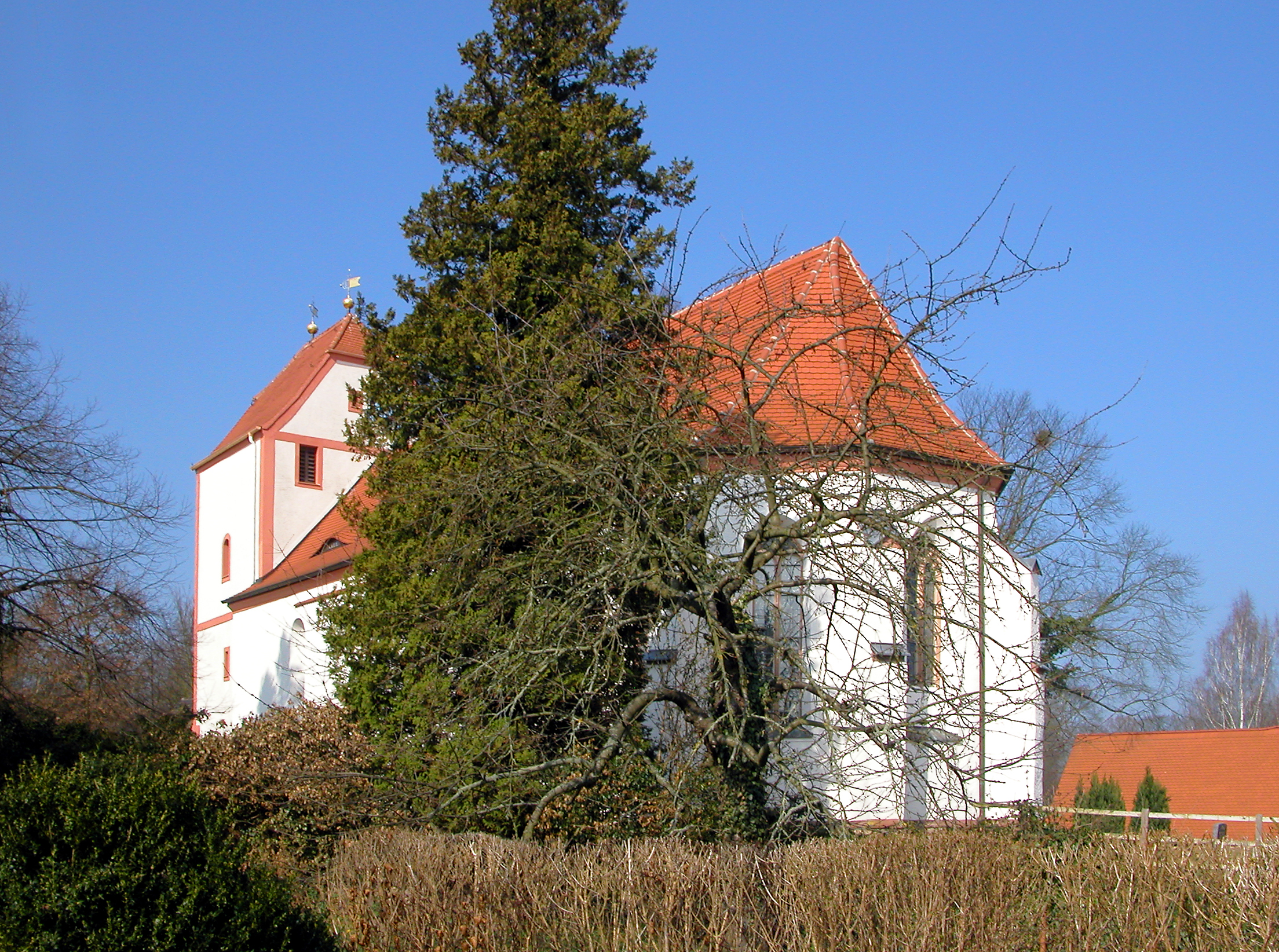
Laurentiuskirche Leulitz

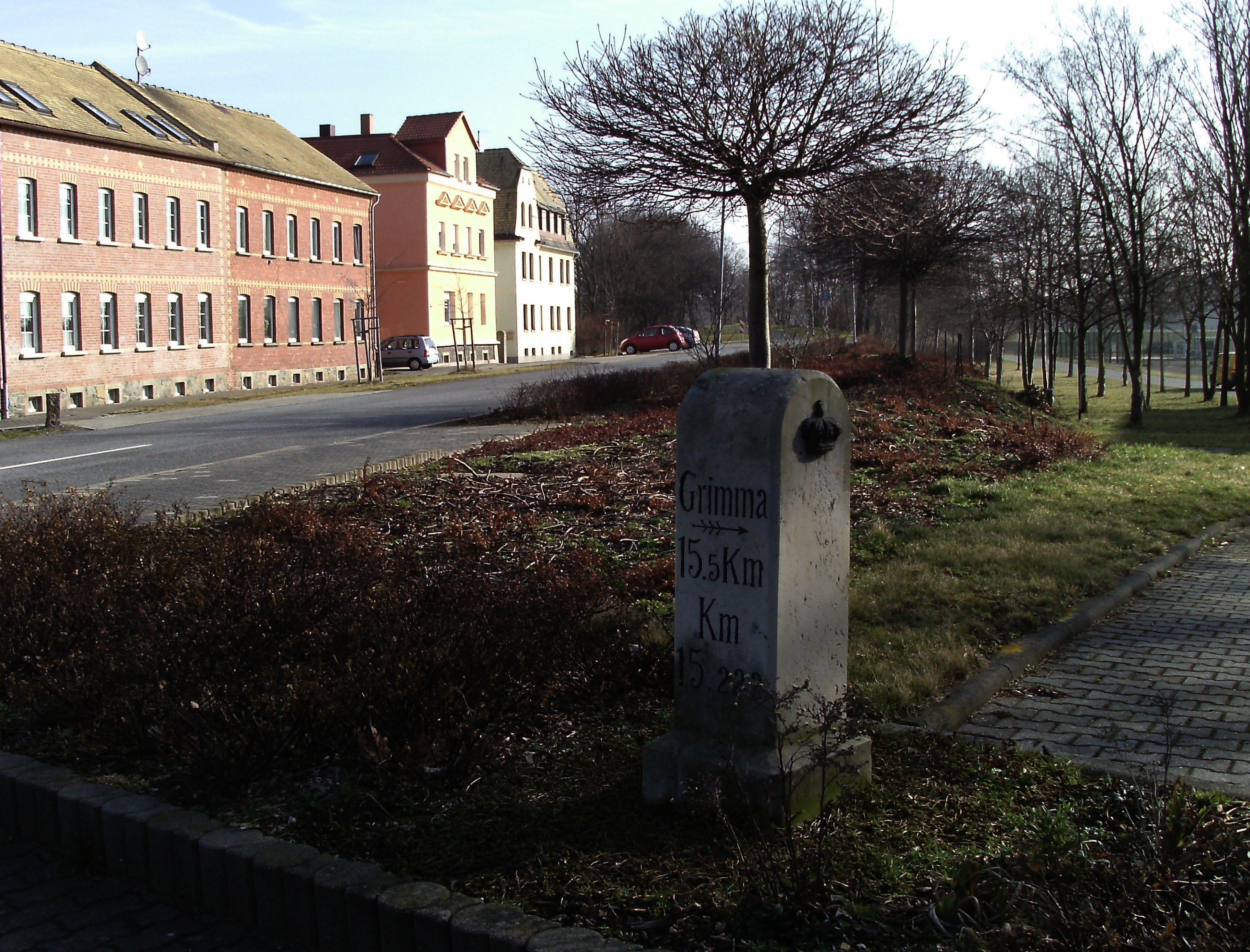
Königlich-sächsischer Meilenstein in Bennewitz

In der Liste der Kulturdenkmale in Bennewitz sind u. a. enthalten:
- Romanische Dorfkirche in Altenbach
- Spätromanische Wehrkirche aus dem 13. Jahrhundert in Bennewitz
- Rathaus in Bennewitz von 1994.
- Deubener Kirche (gotische Kirche aus dem 15. Jahrhundert). Die Orgel ist vom Orgelbaumeister Geißler aus Eilenburg von 1890. Die größte und älteste Glocke stammt aus dem Jahre 1508.
- Herrenhaus des Rittergutes von 1773 in Leulitz
- Kirche Leulitz
- Kapelle (Ursula-Kapelle) in Schmölen
- Jagdschloss zu Zeititz (um 1895 erbaut)
- Rittergut mit Herrenhaus in Zeititz

### Naturschutz
- Siehe auch: Liste der Naturdenkmale in Bennewitz
- Landschafts- und Naturschutzgebiet Mittlere Mulde
- Waldgebiet Planitzwald

## Persönlichkeiten

### Söhne und Töchter der Gemeinde
- Albert Kuntz (1896–1945), KPD-Politiker, Widerstandskämpfer gegen den Nationalsozialismus
- Alfred Sabisch (1905–1986), Bildhauer, in Deuben geboren
- Joachim Münch (1919–2019), Berufspädagoge und Hochschullehrer
- Dieter Grabe (* 1945), Radrennfahrer

### Persönlichkeiten, die vor Ort gewirkt haben
- Richard Lipinski (1867–1936), SPD-Politiker und Gewerkschafter, verstarb in Bennewitz.
- Marie Lipsius (1837–1927), Musikschriftstellerin, verstarb in Schmölen.
- Frieda Sternberg (1920–2009), Vorsitzende LPG Bennewitz, Kandidatin des ZK der SED